# ビッグ 〜愛は奇跡〜
『ビッグ 〜愛は奇跡＜ミラクル＞〜』（ビッグ あいはミラクル、原題：빅）は、韓国のテレビドラマ。全16話。韓国KBS2テレビで2012年6月24日から2012年7月24日まで毎週月・火に放送された。

## あらすじ
結婚式場で会ったキル・ダラン（イ・ミンジョン）とソ・ユンジェ（コン・ユ）は結婚を約束する関係になるが、ときめくダランと対照的にユンジェは冷情な態度だ。
ある日、ダランが教師を務める学校に、カン・キョンジュン（シン・ウォンホ）がアメリカから転校して来る。ダランとキョンジュンは事あるごとにぶつかるが...。

## 登場人物
- ソ・ユンジェ：コン・ユ
- キル・ダラン：イ・ミンジョン
- チャン・マリ：ペ・スジ
- イ・セヨン：チャン・ヒジン
- カン・キョンジュン：シン・ウォンホ
- キル・チュンシク：ペク・ソンヒョン
- キル・ミンジュ：アン・ソクファン
- イ・ジョンヘ：ユ・ヘヨン
- カン・ヒョクス：チャン・ヒョンソン
- イ・ギョンミ：コ・スヒ
- キム・ヨンオク：チェ・ラン
- ナ・ヒョサン：ムン・ジュン
- イ・エギョン：シン・ジス
- アン・ヘジョン：キム・ソラ
- ソ・イヌク：チョ・ヨンジン
- カン・ヒス：イム・ジウン

### 日本語吹き替えキャスト
- ソ・ユンジェ：三木眞一郎[2]
- キル・ダラン：小清水亜美[2]
- チャン・マリ：内田真礼[2]
- イ・セヨン：棟方真梨子[2]
- カン・キョンジュン：須藤翔[2]

## スタッフ
- 演出 - チ・ビョンヒョン
- 脚本 - ホン姉妹（ホン・ジョンウン、ホン・ミラン）